# Ба, Мариама
Мариама Ба (фр. Mariama Bâ); 17 апреля 1929, Дакар — 17 августа 1981, там же) — сенегальская писательница и феминистка.

## Биография
Родилась в обеспеченной сенегальской семье. Её отец был государственным служащим, ставший позже одним из первых министров здравоохранения Сенегала (1956), её дедушка при французском колониальном режиме был переводчиком .
После смерти матери, воспитывалась в традиционной мусульманской манере бабушкой и дедушкой. Окончила Французскую школу, изучала Коран. Выпускница учительского института в Рюфиске (1947).
С 1947 по 1959 — школьный педагог.
Вышла замуж за члена сенегальского парламента, но развелась с ним, оставшись с девятью детьми на попечении.
Умерла от рака в 1981 году.

## Творчество
Писала на французском языке. Автор романов «Такое длинное письмо» (1979, включен в список 12 лучших африканских книг XX века) и «Алая песнь» (опубликован в 1982). В центре её творчества — проблема женской эмансипации и неблагоприятное положение женщин в целом и, особенно, замужних женщин в новом африканском обществе.
В 1980 награждена премией Нома.
Активно защищала права женщин, выступала за их право на образование. Писала статьи в местных газетах, выступала с речами.

## Избранные произведения
- Une si longue lettre (1979), в русском переводе «Такое длинное письмо»,
- La fonction politique des littératures Africaines écrites (1981),
- Un chant écarlate (1982).

## Публикации на русском языке
- Такое длинное письмо. Повесть. Пер. М. Архангельской // Такое длинное письмо: Повести сенегальских писателей - М: Худ. лит.. 1986, 240 с.